# Naoto Shibata
Naoto Shibata (柴田直人, Shibata Naoto, né le 10 mai 1958) est un bassiste japonais de heavy metal, qui débute en 1981 avec le groupe de metal Anthem, dont il reste rapidement le seul membre original et leader, jusqu'à sa séparation en 1992. Il rejoint ensuite Loudness en 1994, jusqu'à la reformation du Loudness original en 2000, et reforme alors Anthem. Il a aussi sorti un album solo de reprises en 1999, et plusieurs albums de reprises de musiques de jeux vidéo dans les années 1990 dans le cadre de son Naoto Shibata Project (柴田直人プロジェクト) entouré de divers musiciens.

## Discographie personnelle
Naoto Shibata Project
- Perfect Selection: Konami Shooting Battle (パーフェクトセレクション コナミ・シューティング・バトル?) (1993)
- Perfect Selection: Dracula Battle (en) (パーフェクトセレクション ドラキュラ・バトル?) (1994)
- Perfect Selection: Snatcher Battle (パーフェクトセレクション スナッチャー・バトル?) (1995)
- Perfect Selection: Dracula Battle II (en) (パーフェクトセレクション ドラキュラ・バトルII?) (1995)
- Perfect Selection: Konami Shooting Battle II (パーフェクトセレクション コナミ・シューティング・バトルII?) (1995)
- Perfect Selection: Konami Battle the Select (パーフェクトセレクション コナミ・バトル・ザ・セレクト?) (1996)

En solo
- STAND PROUD! II (1999)

## Liens
- (ja) Anthem - Site officiel